# Paracornicularia bicapillata
Paracornicularia bicapillata is een spinnensoort in de taxonomische indeling van de hangmatspinnen (Linyphiidae).
Het dier behoort tot het geslacht Paracornicularia. De wetenschappelijke naam van de soort werd voor het eerst geldig gepubliceerd in 1931 door Crosby & Bishop.